# نچایفکا (سرزمین آلتای)
نچایفکا (به لاتین: Nechayevka) یک منطقهٔ مسکونی در روسیه است که در سرزمین آلتای واقع شده‌است.